# Старые Бросковцы
Ста́рые Бросковцы́ (укр. Старі́ Бросківці́) — село в Каменской сельской общине Черновицкого района Черновицкой области Украины.
До 2020 года входило в Сторожинецкий район.
Население по переписи 2001 года составляло 2503 человека. Почтовый индекс — 59048. Телефонный код — 3735. Код КОАТУУ — 7324589001.